# Антоніу Суаріш
Антоніу Суаріш (порт. Antonio Soares; Лісабон, 1894–1978) — португальський ілюстратор та живописець. Належить до першого покоління португальських художників-модерністів.

## Життєпис / Праці
Народжений у скромному середовищі, він не мав академічної підготовки. Свою кар'єру побудував «таким чином, щоб зіграти між суперечливими цінностями модернізму та академізму».
Вперше він представляє свої роботи на II виставці гумористів і модерністів у Лісабоні в 1913 році; він також виставляється на I виставці гумористів і модерністів у 1915 та на II виставці модерністів 1916 року у Порто. Вперше індивідуально виставляється в 1921 році в галереї Galeria do Século / Португальська ілюстрація (також у 1930 та 1932 роках); відтоді він проводив численні індивідуальні виставки, а саме в Каса-Джалко, галереї Diário de Notícias, Національному секретаріаті з питань інформації тощо.
У 1925 році виїхав до Парижа, де відвідав Міжнародну виставку сучасного декоративного та промислового мистецтва ; стиль арт-деко знайшов відгук у художника, стимулюючи його розвивати смаки у сфері декоративного мистецтва, дизайну та реклами.
Окрім своєї діяльності художника, Антоніу Суаріш працював у графічному мистецтві та ілюстрації, виготовляючи обкладинки книг, плакати, рекламу, співпрацюючи також із кіно та театром. Заслуговують на увагу його праці в таких журналах як «Ілюстрація» та «Журнал Бертран», для яких він створив разом з Хорхе Баррадасом одні з найкращих обкладинок.
Окрім того, він також працював у португальсько-бразильському журналі Atlantida (1915—1920).
«Вишукано мирський дизайнер», його картини виявляють «виразну елегантність», завдяки якій він прагне «модернізувати образотворче та духовне бачення, засвоєне у творчості Колумбано». Один із його відомих творів, Наташа, 1928 р., «безсумнівно, є одним із найкращих світових та видовищних портретів португальського живопису». За словами Жозе-Аугусту Франса, 1930-ті роки стали для нього несприятливими, що відповідає його прогресивній ізоляції та «способу живопису».
Він здобув Гран-прі на Міжнародній виставці у Парижі 1937 року. Двічі отримував премію Колумбано на Виставках сучасного мистецтва SPN / SNI (1935 та 1948). У 1958 році йому присвоєно звання офіцера ордена Сантьяго да Еспада, а в 1962 році він отримав премію «Diário de Notícias».
Незважаючи на нагороди, отримані в останні десятиліття, Антоніу Суаріш «закінчив свою кар'єру у відносному забутті, не знаючи найважливіших проявів португальського мистецтва з 1950-х років до дати смерті 1978 року».